# Conochilidae
Conochilidae är en familj av hjuldjur. Enligt Catalogue of Life ingår Conochilidae i ordningen Flosculariaceae, klassen Eurotatoria, fylumet hjuldjur och riket djur, men enligt Dyntaxa är tillhörigheten istället ordningen Flosculariacea, klassen Monogononta, fylumet hjuldjur och riket djur. Enligt Catalogue of Life omfattar familjen Conochilidae 8 arter. 
Kladogram enligt Catalogue of Life och Dyntaxa:
| Conochilidae | \| \| Conochilopsis \| \| \| \| \| \| Conochilus \| \| \| \| |
|              | \| \| Conochilopsis \| \| \| \| \| \| Conochilus \| \| \| \| |
|              | Flosculariidae                                               |
|              |                                                              |
|              | Hexarthridae                                                 |
|              |                                                              |
|              | Testudinellidae                                              |
|              |                                                              |
|              | Trochosphaeridae                                             |
|              |                                                              |
|              | Conochilopsis                                                |
|              |                                                              |
|              | Conochilus                                                   |
|              |                                                              |

|  | Conochilopsis |
|  |               |
|  | Conochilus    |
|  |               |